# Maria Pakulnis

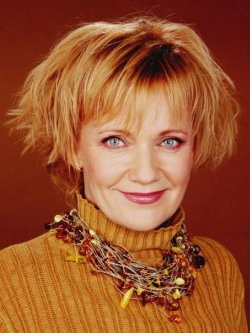
Maria Pakulnis, 2008

Maria Jolanta Pakulnis-Zaleska (ur. 2 lipca 1956 w Giżycku) – polska aktorka filmowa, teatralna i radiowa. Laureatka Orła za najlepszą drugoplanową rolę kobiecą w filmie Johnny.

## Życiorys
W 1976 roku ukończyła Liceum Pielęgniarskie w Giżycku, a następnie Państwową Wyższą Szkołę Teatralną im. Aleksandra Zelwerowicza w Warszawie. Debiutowała w czasie studiów, rolą w filmie Dolina Issy (1982) w reżyserii Tadeusza Konwickiego. Była aktorką w Teatrze Dramatycznym w Słupsku, następnie w warszawskich teatrach: Współczesnym (1981–1987), Dramatycznym (od 1987) a obecnie Ateneum.

## Życie prywatne
Jest córką Polaków, którzy imigrowali z Litwy. W 1984 wyszła za aktora i reżysera Krzysztofa Zaleskiego, z którym ma syna, Jana (ur. 1990).

## Teatr
- (1979) Ćwiczenia ze Snu nocy letniej – William Shakespeare; reż. Marek Grzesiński; PWST Warszawa
- (1980) Wacława dzieje – Stefan Garczyński; reż. Marek Grzesinski; Słupski Teatr Dramatyczny
- (1980) Turnadot – Gozzi Carlo; reż. Wojciech Szulczyński; Słupski Teatr Dramatyczny
- (1981) Hamlet i Hamlet – William Shakespeare; reż. Marek Grzesiński; Słupski Teatr Dramatyczny
- (1981) Biesy – Fiodor Dostojewski; reż. Paweł Nowicki; Słupski Teatr Dramatyczny
- (1981) Upiory – Henrik Ibsen; reż. Prus Maciej, Axer Erwin; Teatr Współczesny
- (1982) Pastorałka – Leon Schiller; reż. Maciej Englert; Teatr Współczesny
- (1982) Mahagonny – Bertolt Brecht, Kurt Weill; reż. Krzysztof Zaleski; Teatr Współczesny
- (1983) Sen nocy letniej – William Shakespeare; reż. Maciej Englert; Teatr Współczesny
- (1983) Człowiek-Słoń – Bernard Pomerance; reż. Marcel Kochańczyk, Teatr Współczesny
- (1983) Ślub – reż. Krzysztof Zaleski; Teatr Współczesny
- (1984) Walka karnawału z postem – Janusz Wiśniewski; reż. Janusz Wiśniewski; Teatr Współczesny
- (1984) Niech tylko zakwitną jabłonie – Agnieszka Osiecka; reż. Krzysztof Zaleski; Teatr Współczesny
- (1989) Paweł Pierwszy – Dymitr Mereżkowski; reż. Krzysztof Zaleski; Teatr Ateneum im. Stefana Jaracza
- (1989) Zimy żal – Jeremi Przybora; reż. Magda Umer, Jeremi Przybora; Teatr Rampa
- (1989) Mała apokalipsa – Tadeusz Konwicki; reż. Krzysztof Zaleski; Teatr Ateneum im. Stefana Jaracza
- (1991) Tuwim – kabaret – Julian Tuwim; reż. Jan Kamieński; Teatr Ateneum im. Stefana Jaracza
- (1991) Burza – William Shakespeare; reż. Zaleski Krzysztof; Teatr Ateneum im. Stefana Jaracza
- (1991) Polowanie na karaluchy – Janusz Głowacki, reż. Laco Adamik; Teatr Ateneum im. Stefana Jaracza
- (1992) Słomkowy kapelusz – Eugène Labiche; reż. Krzysztof Zaleski; Teatr Ateneum im. Stefana Jaracza
- (1993) Niecierpliwość zmysłów – Claude-Prosper Jolyot de Crebillon (syn); reż. Romuald Szejd; Teatr „Scena Prezentacje”
- (1994) Opera za trzy grosze – Bertolt Brecht; reż. Krzysztof Zaleski; Teatr Ateneum im. Stefana Jaracza
- (1996) Sceny z życia małżeńskiego – Ingmar Bergman; reż. Romuald Szejd; Teatr „Scena Prezentacje” Warszawa
- (1997) Kobieta bez znaczenia – Oscar Wilde; reż. Romuald Szejd; Teatr „Scena Prezentacje” Warszawa
- (1997) Okudżawa – Bułat Okudżawa; reż. Krzysztof Zaelski; Teatr Ateneum im. Stefana Jaracza
- (1997) Garderobiany – Ronald Harwood; reż. Krzysztof Zaleski; Teatr Ateneum im. Stefana Jaracza
- (2000) Libertyn – Eric-Emmanuel Schmitt; reż. Wojciech Adamczyk; Teatr Ateneum im. Stefana Jaracza
- (2000) Nagle,ostatniego lata... – Tennessee Williams; reż. Romuald Szejd; Teatr „Scena Prezentacje”
- (2001) Dwie sceny miłosne – reż. Krzysztof Zaleski; Teatr Ateneum im. Stefana Jaracza
- (2002) Życie: trzy wersje – Yasmina Reza; reż. Krzysztof Zeleski; Teatr Komedia
- (2005) Przyjęcie – Mike Leigh; reż. Krzysztof Zaleski; Teatr Nowy Prag
- (2005) Nieznana sztuka nieznanego autora – José Sanchís Sinisterra; reż. Romuald Szejd; Teatr „Scena Prezentacje”
- (2008) Lot nad kukułczym gniazdem – Dale Wasserman; reż. Julia Werinio; Teatr Dramatyczny im. Aleksandra Węgierki (Białystok)
- (2008) Some Girl(s) – Neil LaBute; Projekt Teatr Warszawa
- (2008) Trash story albo sztuka (nie) pamięci – Magda Fertacz; reż. Ewelina Pietrowniak; Teatr Ateneum im. Stefana Jaracza
- (2010) Tektonika uczuć – Eric-Emmanuel Schmitt; reż. Julia Wernio; Teatr Dramatyczny im. Aleksandra Węgierki (Białystok)
- (2010) Prezent urodzinowy – Robin Hawdon; reż. Jerzy Bończak; Teatr Komedia
- (2010) Dziewczyny z kalendarza – Tim Firth; reż. Tomasz Dutkiewicz; Teatr Komedia
- (2011) Fotki z wakacji – John Chapman, Michael Pertwee; reż. Tomasz Dutkiewicz; Teatr Komedia
- (2011) Dieta Cud – Jan Jakub Należyty; Piotr Dąbrowski; Teatr Palladium
- (2012) Premiera – Ruth Tisdale, reż. Tomasz Dutkiewicz; Teatr Komedia Warszawa
- (2013) Dziś wieczór arszenik, czyli komedia z kawą – Carlo Terron; reż. Tomasz Obara; Teatr Kamienica
- (2013) Seks dla opornych – Michele Riml; reż. Bożena Borowska; Centrum Kultury Suchy Las
- (2014) Konserwator – Eric Assous; reż. Tomasz Dutkiewicz; Teatr Komedia Warszawa
- (2017) Dom kobiet – Tekla reż. Wiesław Saniewski; Teatr Telewizja Polska

## Filmografia
- 1978: Biały mazur
- 1980: Dom jako kochanka Wrotka (odc. 3)
- 1982: Dolina Issy jako Barbarka, służąca Romualda
- 1984: Bez końca – Joanna Stach, żona Dariusza
- 1985: Jezioro Bodeńskie jako Renee Bleist
- 1986: Kurs na lewo jako samotna kobieta
- 1986: Nieproszony gość jako Krystyna
- 1986: Tulipan jako prostytutka Tina (odc. 1)
- 1986: Weryfikacja jako Kaśka, dziennikarka „Tygodnika”
- 1986: Zygfryd jako Maria, żona Walda
- 1987: Wyrównanie rachunku
- 1987: Rzeka kłamstwa jako Róża (odc. 4)
- 1987: Zabij mnie glino jako Teresa Popczyk
- 1988: Dekalog III jako Ewa, była kochanka Janusza
- 1988: Obywatel Piszczyk jako Renata
- 1988: Oszołomienie jako Jadwiga Czerkańska, żona Władysława
- 1988: Schodami w górę, schodami w dół jako Agnieszka Lilipowska
- 1988: Serenite jako panna Stawro, nauczycielka Agaty
- 1989: Dzień dobry i do widzenia jako ona
- 1989: Konsul jako Anka, kochanka Wiśniaka
- 1990: Pożegnanie jesieni jako Bertz Hela
- 1993: Pajęczarki jako Magda Wiśniewska, siostra Ewy
- 1994–1995: Fitness Club jako Agata Książek, klientka fitness clubu
- 1995: Deborah jako Anna Wawrowska, żona Marka
- 1995: Doktor Semmelweis jako baronowa Olga von Melck, żona Kleina
- 1995: Ekstradycja jako Nadieżda Tumska (odc. 6)
- 1996: Ekstradycja 2 jako Nadieżda Tumska
- 1999: Ostatnia misja jako doktor Sawicka, była współpracowniczka SB „Renata”
- 2000: Przeprowadzki jako Heidi Reutt, żona doktora (odc. 4)
- 2001–2002: Marzenia do spełnienia jako Jowita Winter-Lisowska, matka Magdy
- 2002–2003: Psie serce – różne role
- 2003: Ubu Król jako ambasador Niemiec
- 2003–2010: Na Wspólnej jako Sylwia Madejska
- 2004: Pensjonat pod Różą jako Anna Kwapisz, wdowa po Bronisławie (odc. 10)
- od 2004: Pierwsza miłość jako Aneta Pałkowska
- 2004: Siedem grzechów popcooltury jako Mariola
- 2005: Biuro kryminalne jako Helena Rybacka (odc. 6)
- 2005: Lekarz drzew jako ona
- 2005–2006: Warto kochać jako Magda
- 2005: Rozdroże Cafe jako Maria, matka Grzesia
- 2006: Bezmiar sprawiedliwości jako Alicja Kuter, żona Jerzego
- 2006: Bezmiar sprawiedliwości jako Alicja Kuter, żona Jerzego (odc. 2)
- 2006: Dublerzy jako komisarz Braun
- 2006: Dublerzy jako komisarz Braun
- 2007: Niania jako Joanna, żona Janusza (odc. 74)
- 2007–2009: Tylko miłość jako Krystyna Bogusz
- 2008: Wiosna 1941 jako Emilia w roku 1972
- 2009: Złoty środek jako Elżbieta, matka Tomasza
- 2009: Siostry jako Małgorzata, siostra Prudencja
- 2009: Rajskie klimaty jako Magda, matka Karoliny
- 2010: Nowa jako Beata Wolska (odc. 10)
- 2010: Na dobre i na złe jako Barbara koleżanka dyrektor Żak (odc. 403)
- 2010: Miłość nad rozlewiskiem jako aktorka Ewa Sztern
- 2011: Wiadomości z drugiej ręki jako Krystyna Skowrońska, właścicielka stacji telewizyjnej
- 2011: Życie nad rozlewiskiem jako aktorka Ewa Sztern
- 2012–2015: Prawo Agaty jako matka Wojtka Gawrona (odc. 23, 24, 45, 58, 90)
- 2012: Nad rozlewiskiem jako aktorka Ewa Sztern
- 2014: Cisza nad rozlewiskiem jako aktorka Ewa Sztern
- 2014: Ojciec Mateusz jako Eliza Bielska (odc. 157)
- 2016: Powiedz tak! jako ciotka Zofia Adamczyk
- 2017: Porady na zdrady jako matka Antka
- 2018: Pensjonat nad rozlewiskiem jako aktorka Ewa Sztern
- od 2018: Leśniczówka jako mecenas Julia Izdebska
- 2019: Planeta singli 3 jako Jadwiga Wilczyńska
- 2019: Adwokat jako Maria Belok
- 2020: Ojciec Mateusz jako nauczycielka Maria Dąbala (odc. 305)
- 2020: Osiecka jako Maria Osiecka, matka Agnieszki
- 2020: Jak zostać gwiazdą jako babcia „Ostrej”
- 2020: Żywioły Saszy. Ogień jako Laura Załuska, matka Saszy
- 2020: Rysa jako matka Moniki
- 2021: Szczęścia chodzą parami
- 2022: Johnny
- 2023: Dewajtis jako ciotka Aneta

## Polski dubbing
- 1977: Bernard i Bianka – madame Meduza
- 1987: Na srebrnym globie – Ihezal
- 1991: Thelma i Louise – Louise Sawyer
- 1996: Miłość i wojna – Katherine De Long
- 1999: Invictus: W cieniu Olimpu – narrator
- 2000: 102 Dalmatyńczyki – Cruella de Mon
- 2001: Psy i koty – pani Brody
- 2003: 101 Dalmatyńczyków II: Londyńska Przygoda – Cruella de Mon
- 2004: Przetrwać święta – Letitia Vangilder
- 2007: Harry Potter i Zakon Feniksa – profesor Sybilla Trelawney
- 2008: Quantum of Solace – M
- 2014: Strażnicy Galaktyki – Irani Rael
- 2022: To nie wypanda – babcia Mei[5]

## Nagrody
- Nagroda na FPFF w Gdyni
  - Najlepsza drugoplanowa rola kobieca: 1986 Jezioro Bodeńskie
  - 1986 Weryfikacja
- Laureatka nagrody Teatru Polskiego Radia Wielki Splendor 2013
- Najlepsza drugoplanowa rola kobieca za film „Johnny” Orzeł 2023